# Šumburkové
Páni ze Šumburka (též Šumburkové nebo též Schönburgové, německy Schönburg nebo Schumburg) byli starý šlechtický rod, který pocházel ze Saska-Anhaltska. Ve 13. století přišli do Čech, kde postupně získali majetek především v Ústeckém a Karlovarském kraji. Své jméno odvozovali od německého hradu Schönburg.

## Historie rodu

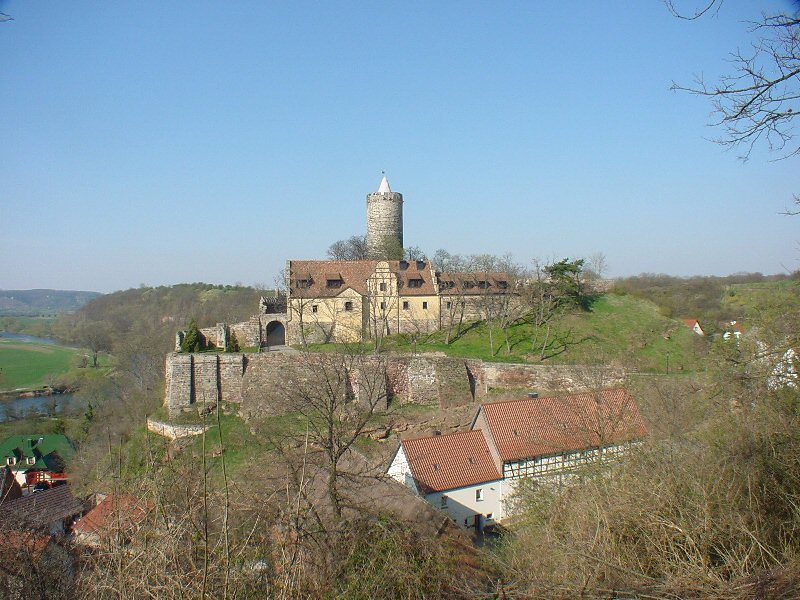
Hrad Schönburg, původní rodové sídlo v Sasku-Anhaltsku

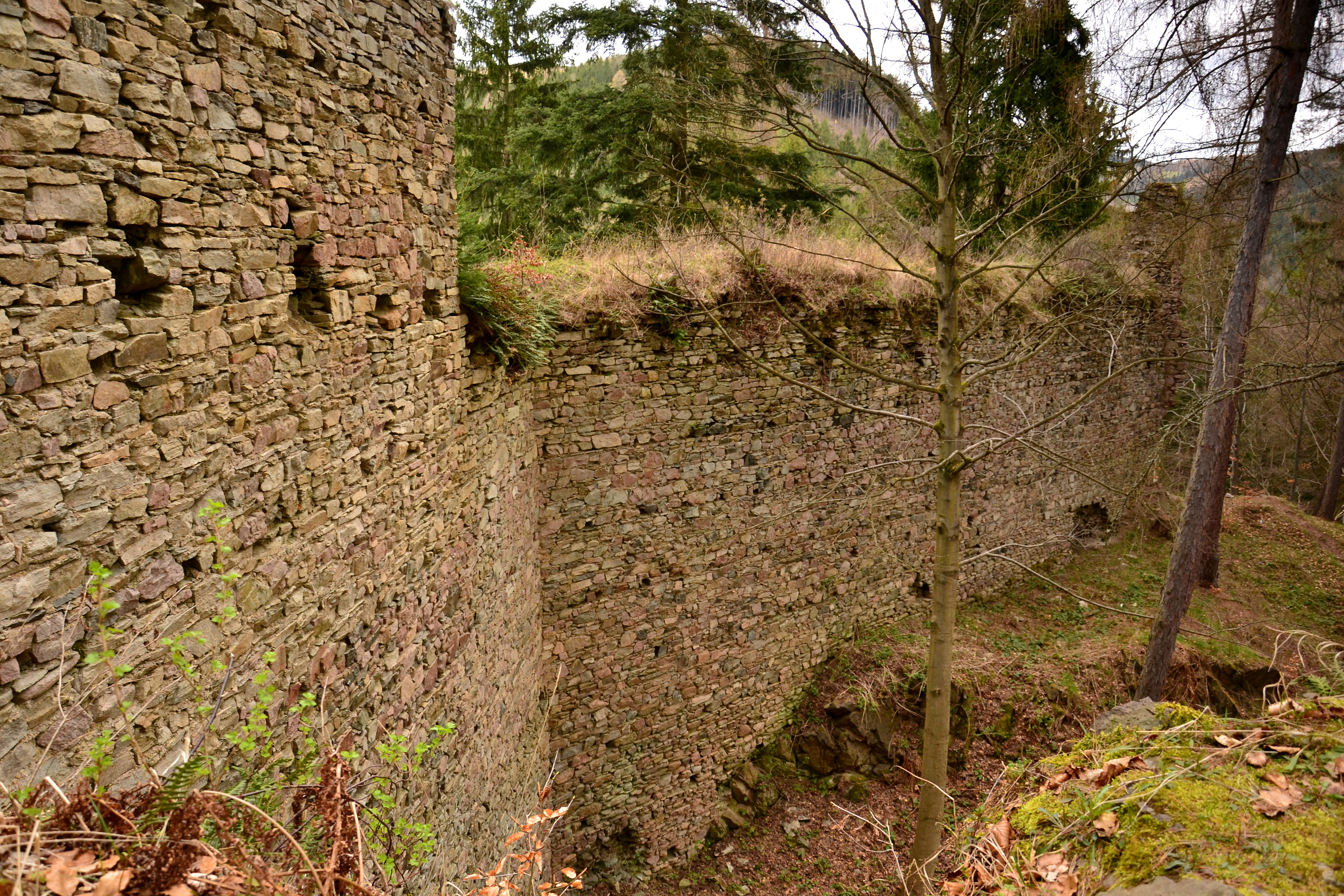
Hrad Perštejn

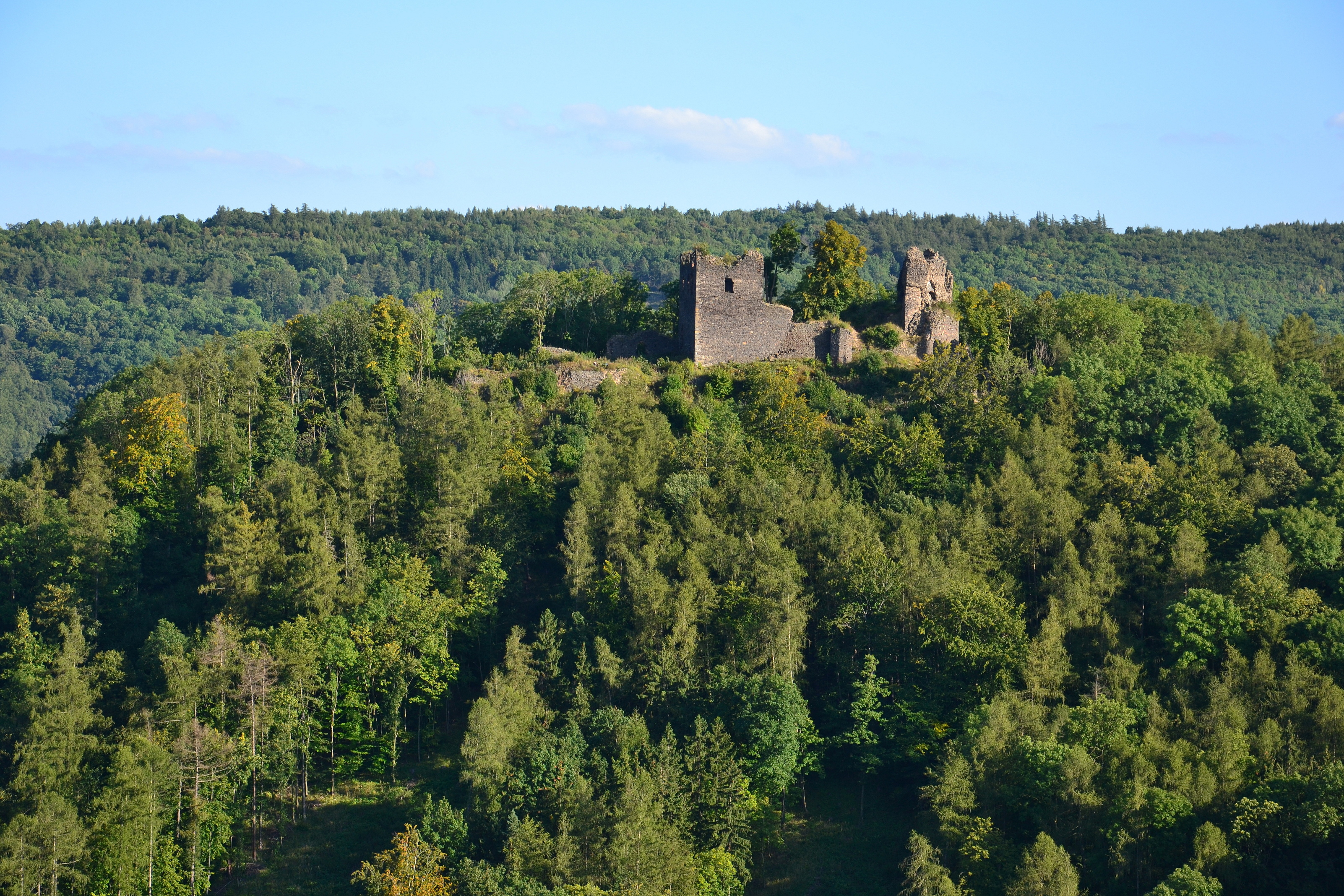
Hrad Egerberk

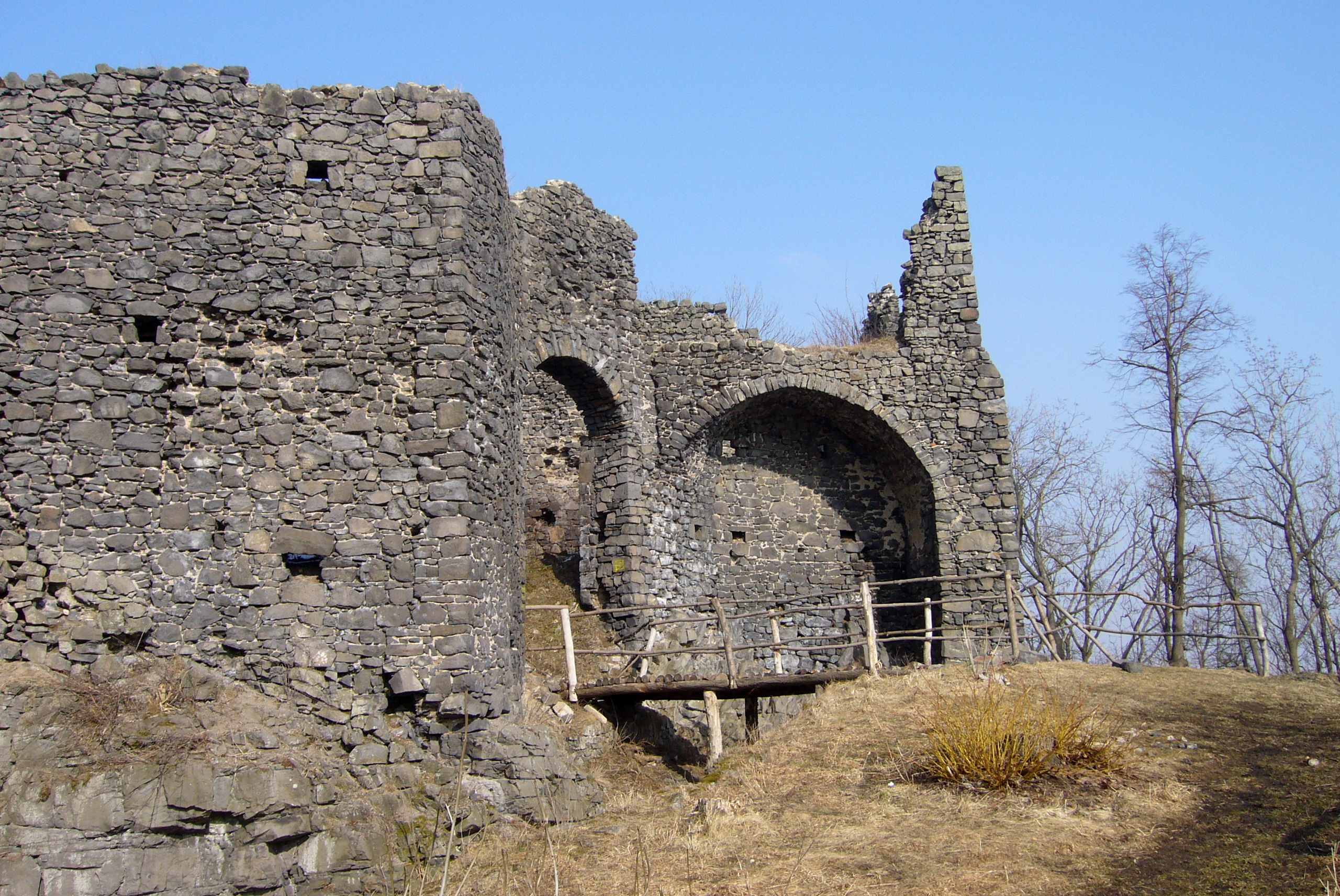
Hrad Šumburk (Šumná)

Prvním členem rodu, kterého roku 1249 pozval do Čech král Václav I., byl Heřman ze Šumburka. Sídlil v Děčíně, kde za jeho úřadování byl starší dřevěný hrad přestavěn na kamenný. Podkomoří Bedřich ze Šumburka se roku 1306 stal zástavním majitelem města Kadaně. Jeho synové Kadaňsko vrátili králi Janu Lucemburskému, který jim však povolil, aby si jeho část ponechali jako vlastní panství s hrady Perštejn a Egerberk.
V roce 1352 složili bratři Bedřich, Albert a Jetřich ze Šumburka lenní slib Karlu IV. V té době jim kromě Perštejna, Egerberku a další majetků patřil také Hasištejn, Klášterec nad Ohří, polovina Přísečnice, Stráž nad Ohří, Prunéřov a Mikulovice. Jejich povinností byla vojenská služba a hrad Hasištejn museli na žádost bez odkladů poskytnout panovníkovi.
V době husitských válek došlo ke sporům mezi bratranci Alešem ze Šumburka na Egerberku a Vilémem ze Šumburka, kterému patřila Kadaň a Klášterec nad Ohří. Jejich pře skončila až v roce 1431 rozdělením majetku a Vilém si potom v letech 1431–1435 postavil hrad Nový Šumburk. Později se dostal do nových sporů s Vendem z Ilburka, který v té době sídlil na sousedním Egerberku. Vzájemně si působili velké škody až do doby, kdy se Vilém v roce 1443 lstí zmocnil Egerberku, Venda zajal a umořil hladem v hradní věži.
Vilém byl významným podporovatelem krále Jiřího z Poděbrad, zatímco Aleš stál na straně odpůrců. V roce 1446 složil lenní slib saskému knížeti Fridrichovi a poskytl mu hrad Perštejn. Jeho posádka potom pustošila panství okolních přívrženců krále, a proto byl hrad v roce 1451 dobyt vojskem pod velením Jakoubka z Vřesovic a Jana Calty z Kamenné Hory. V té době však již byl hradním pánem Bedřich ze Šumburku a Glouchova.
České větve rodu vymřely v šestnáctém století. Příslušníkům gluchovské větve však později patřila například Krupka a Kraslice. Roku 1790 byli povýšeni do stavu říšských knížat a jejich hartensteinská větev získala v Čechách roku 1845 inkolát. Novou českou větev potom založil politik a diplomat Alexandr Schönburg (1826–1896).

## Erb
Rodový erb byl dělený do čtyř šikmých pruhů, které se střídaly v pořadí červený, stříbrný, červený a stříbrný. Dvě křídla v klenotu byla ve stejných barvách.

## Osobnosti rodu

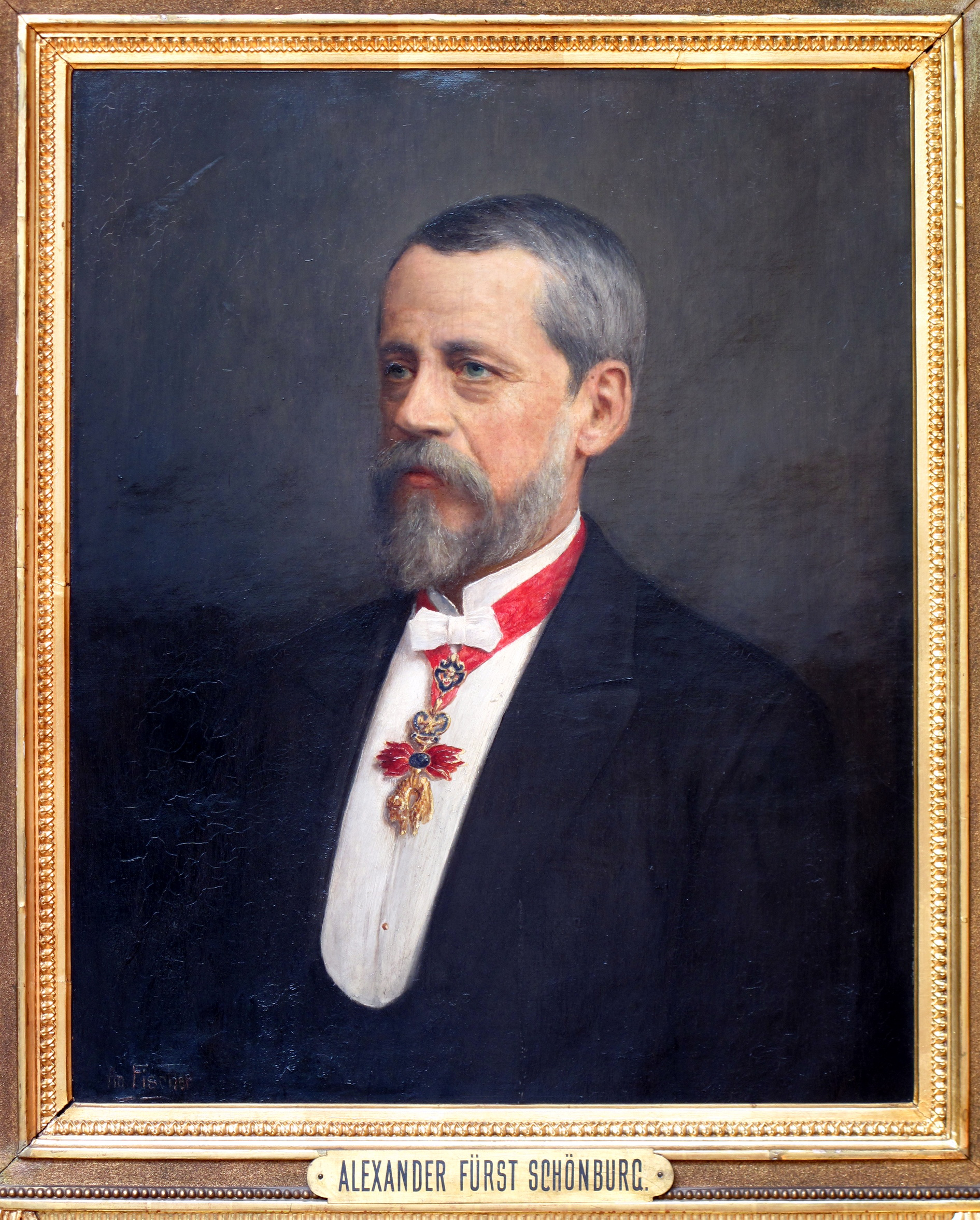
Alexandr kníže ze Šumburku-Hartenštejna (1826–1896), malba od A. J. Fischera

- Heřman II. ze Šumburka, fundátor kláštera benediktinek v Geringswalde (1233)
- Bedřich ze Šumburka († 1312), kadaňský purkrabí
- Adléta z Donína († 15. června 1342/52), roz. ze Šumburka-Hluchova, purkraběnka, manželka Oty I. Hejdy
- Jan ze Šumburka († 1555), biskup gurský (1552–1555)
- Albert ze Šumburka-Zadního Hluchova (1761–1841), člen první komory stavovského sněmu Saského království
- Ludvík ze Šumburka-Zadního Hluchova (1762–1842), generálmajor bavorské armády
- Otto Viktor I. ze Šumburka (1785–1859), kníže ze Šumburka a saský poslanec zemského sněmu
- Jindřich ze Šumburka-Zadního Hluchova (1794–1881), člen první komory stavovského sněmu Saského království
- Otto Fridrich ze Šumburka-Waldenburgu (1819–1893), člen saského zemského sněmu a od roku 1859 3. kníže ze Šumburka
- Hugo ze Šumburka-Waldenburgu (1822–1897), pruský generál dělostřelectva, držitel svěřenství na zámku Droyßig
- Alexandr ze Šumburku-Hartenštejna (1826–1896), od roku 1879 1. místopředseda panské sněmovny rakouské Říšské rady
- Georg ze Šumburka-Waldenburgu (1828–1900), saský generál jezdectva a generáladjutant
- Eduard Alois kníže ze Šumburku-Hartenštejna (1858–1944), rakouský nejvyšší generál a ministr obrany
- Heřman Prinz ze Šumburka-Waldenburgu (1865–1943), německý diplomat, držitel svěřenství a majitel rytířského panství
- Otto Viktor II. ze Šumburka (1882–1914), kníže ze Šumburka-Waldenburgu
- Žofie kněžna Albánská (1885–1936), roz. princezna ze Šumburka-Waldenburgu
- Günther ze Šumburka-Waldenburgu (1887–1960), kníže ze Šumburka-Waldenburgu
- Karolína Františka ze Schönburg-Hartensteinu (1892-1896), spisovatelka, dcera Eduarda Aloise ze Schönburg-Hartensteinu
- Joachim hrabě ze Šumburka-Hluchova (1929–1998), spisovatel a politik (CDU), MdB (1990–1994)
- Alfred princ ze Šumburku-Hartenštejna (* 1953), podnikatel, předseda Svazu německých šlechticů, velvyslanec Maltézského řádu v Bratislavě
- Gloria princezna z Thurnu a Taxisu (* 1960), roz. Hraběnka ze Šumburka-Hluchova, podnikatelka, matka prince Alberta, hlavního představitele rodu Thurnu-Taxisů
- Christoph hrabě ze Šumburka-Hluchova (* 1962), nositel Spolkové filmové ceny z roku 2005, Sound-Designer v Oscarovém filmu Životy těch druhých (Das Leben der Anderen) z roku 2007
- Alexander hrabě ze Šumburka-Hluchova (* 1969), německý novinář a spisovatel